# Eleições estaduais em Pernambuco em 1994
As eleições estaduais de Pernambuco em 1994 aconteceram em 3 de outubro como parte das eleições em 26 estados e no Distrito Federal. Foram escolhidos o governador Miguel Arraes, o vice-governador Jorge Gomes, os senadores Carlos Wilson e Roberto Freire, além de 25 deputados federais e 49 estaduais, num pleito decidido em primeiro turno.
Na disputa pela presidência da República, Fernando Henrique Cardoso, do PSDB, superou seu concorrente Luiz Inácio Lula da Silva, obtendo 1.381.756 votos, contra 890.971 do petista, garantindo sua eleição já no primeiro turno.
Pela disputa do governo estadual, Miguel Arraes, do PSB, sagrou-se vencedor do pleito também no primeiro turno, após conseguir 1.262.417 votos (54,12%), contra 759.786 de Gustavo Krause, do PFL (32,57% dos votos válidos). Cid Sampaio, do PMDB, terminou em terceiro lugar com 169.706 votos. Os demais candidatos (Joaquim Magalhães, Homero Lacerda e Fernando Carvalho) obtiveram menos de 100 mil votos. Para as duas vagas do Senado Federal, foram eleitos Carlos Wilson, do PSDB, e Roberto Freire, do PPS, que receberam, respectivamente, 869.457 e 815.644 votos.
Para a Câmara dos Deputados, a coligação "União por Pernambuco" foi a que elegeu o maior número de candidatos: 13 (11 do PFL, enquanto PSDB e PP elegeram um deputado cada), seguida pela "Frente Popular de Pernambuco", que elegeu 12 (7 do PSB, 2 de PT e PDT e 1 do PMN). Uma curiosidade foi a participação do cantor Waldick Soriano entre os candidatos a deputado federal; filiado ao PL, ele obteve apenas 155 votos, não conseguindo se eleger.
Na Assembleia Legislativa, a distribuição das vagas foi composta por 17 deputados do PFL, 16 do PSB, 5 do PMDB, 4 do PDT, 2 do PSDB, 2 do PT, 2 do PL e um do PTB.

## Resultado da eleição para governador
| Candidatos a governador do estado | Candidatos a vice-governador | Número | Coligação                                                        | Votação   | Percentual |
| --------------------------------- | ---------------------------- | ------ | ---------------------------------------------------------------- | --------- | ---------- |
| Miguel Arraes PSB                 | Jorge Gomes PSB              | 401    | Frente Popular de Pernambuco (PSB, PT, PDT, PPS, PV, PCdoB, PMN) | 1.262.417 | 54,12%     |
| Gustavo Krause PFL                | Guilherme Coelho PP          | 251    | União por Pernambuco (PFL, PP, PSDB)                             | 759.786   | 32,57%     |
| Cid Sampaio PMDB                  | Jacilda Urquisa PL           | 151    | Muda Pernambuco (PMDB, PL, PSC)                                  | 169.706   | 7,27%      |
| Joaquim Magalhães PSTU            | Ana Lins PSTU                | 161    | PSTU (sem coligação)                                             | 67.304    | 2,89%      |
| Homero Lacerda PTB                | Nivaldo Andrade PTB          | 141    | PTB (sem coligação)                                              | 39.924    | 1,71%      |
| Fernando Carvalho PRN             | Amaury Cavalcanti PSD        | 361    | Frente de Reconstrução de Pernambuco (PRN, PSD)                  | 33.647    | 1,44%      |
| Fontes:                           |                              |        |                                                                  |           |            |

## Resultado da eleição para senador
| Candidatos a senador da República | Candidatos a suplente de senador                                | Número | Coligação                                                        | Votação | Percentual |
| --------------------------------- | --------------------------------------------------------------- | ------ | ---------------------------------------------------------------- | ------- | ---------- |
| Carlos Wilson PSDB                | Clodoaldo Torres Filho PSDB Marcos de Meira Lins PSDB           | 452    | União por Pernambuco (PFL, PP, PSDB)                             | 869.457 | 23,75%     |
| Roberto Freire PPS                | Waldemar Rodrigues Filho PPS José Rodrigues Bradley PSB         | 233    | Frente Popular de Pernambuco (PSB, PT, PDT, PPS, PCdoB, PV, PMN) | 815.644 | 22,28%     |
| Armando Monteiro Filho PDT        | João Monteiro de Melo Filho PDT Moacyr André Gomes PDT          | 122    | Frente Popular de Pernambuco (PSB, PT, PDT, PPS, PCdoB, PV, PMN) | 678.120 | 18,56%     |
| Maurílio Ferreira Lima PSDB       | José Muniz Ramos PFL Geraldo Fernandes da Costa PP              | 453    | União por Pernambuco (PFL, PP, PSDB)                             | 650.513 | 17,77%     |
| João Ramos Coelho PMDB            | Eduardo Chaves Pandolfi PMDB Severino Carneiro de Mendonça PMDB | 152    | Muda Pernambuco (PMDB, PL, PSC)                                  | 198.561 | 5,42%      |
| José Temporal PSTU                | Marcelo Barreto Cavalcanti PSTU Maria de Lourdes da Silva PSTU  | 162    | PSTU (sem coligação)                                             | 153.550 | 4,19%      |
| Luciano Bivar PL                  | Flávio de Magalhães Queiroz PL Tereza Figueiras da Cunha PMDB   | 223    | Muda Pernambuco (PMDB, PL, PSC)                                  | 79.748  | 2,18%      |
| Guilherme Fonseca PSTU            | Wilson Alves de Menezes PSTU Luiz Torres de Sá PSTU             | 163    | PSTU (sem coligação)                                             | 63.552  | 1,74%      |
| Nivaldo de Almeida PTB            | Aristides José Joaquim PTB Nivaldo de Almeida Jr. PTB           | 142    | PTB (sem coligação)                                              | 55.536  | 1,52%      |
| Sinzenando dos Santos PRN         | Sérgio Fernando Fialho PSD Severino Ramos Queiroz PRN           | 362    | Frente de Reconstrução de Pernambuco (PRN, PSD)                  | 52.807  | 1,44%      |
| José Zito Ramos PPR               | Maria José de Melo PPR Lourenço de Melo Filho PPR               | 112    | PPR (sem coligação)                                              | 42.908  | 1,17%      |
| Fontes:                           |                                                                 |        |                                                                  |         |            |

## Deputados federais eleitos
São relacionados os candidatos eleitos com informações complementares da Câmara dos Deputados.

Representação eleita
  PFL: 11
  PSB: 7
  PT: 2
  PDT: 2
  PP: 1
  PMN: 1
  PSDB: 1

Fonteː
| Número  | Deputados federais eleitos | Partido | Votação | Percentual | Cidade onde nasceu     | Unidade federativa  |
| 2550    | Roberto Magalhães          | PFL     | 229.483 | 12,38%     | Canguaretama           | Rio Grande do Norte |
| 4010    | Eduardo Campos             | PSB     | 133.347 | 7,19%      | Recife                 | Pernambuco          |
| 4010    | Inocêncio Oliveira         | PFL     | 87.306  | 4,71%      | Serra Talhada          | Pernambuco          |
| 1311    | Humberto Costa             | PT      | 84.493  | 4,56%      | Campinas               | São Paulo           |
| 2590    | José Múcio                 | PFL     | 88.539  | 4,13%      | Recife                 | Pernambuco          |
| 2590    | Osvaldo Coelho             | PFL     | 61.085  | 3,30%      | Juazeiro               | Bahia               |
| 4011    | Sérgio Guerra              | PSB     | 58.152  | 3,14%      | Recife                 | Pernambuco          |
| 2555    | Mendonça Filho             | PFL     | 58.152  | 2,98%      | Recife                 | Pernambuco          |
| 4020    | Luiz Piauhylino            | PSB     | 54.412  | 2,94%      | Recife                 | Pernambuco          |
| 2511    | Pedro Corrêa               | PFL     | 52.704  | 2,84%      | Rio de Janeiro         | Rio de Janeiro      |
| 4090    | João Colaço                | PSB     | 72.895  | 2,67%      | Recife                 | Pernambuco          |
| 4001    | José Chaves                | PSB     | 69.414  | 2,37%      | Recife                 | Pernambuco          |
| 2526    | José Jorge                 | PFL     | 37.739  | 2,04%      | Recife                 | Pernambuco          |
| 3911    | Salatiel Carvalho          | PP      | 36.430  | 1,97%      | Bacabal                | Maranhão            |
| 2536    | Tony Gel                   | PFL     | 34.839  | 1,88%      | Recife                 | Pernambuco          |
| 4008    | Fernando Lyra              | PSB     | 32.699  | 1,76%      | Recife                 | Pernambuco          |
| 2520    | José Mendonça Bezerra      | PFL     | 32.181  | 1,74%      | Belo Jardim            | Pernambuco          |
| 2566    | Severino Cavalcanti        | PFL     | 31.405  | 1,78%      | João Alfredo           | Pernambuco          |
| 2552    | Roberto Fontes             | PFL     | 30.966  | 1,69%      | Recife                 | Pernambuco          |
| 3333    | Nilson Gibson              | PMN     | 30.512  | 1,67%      | Recife                 | Pernambuco          |
| 1234    | Wolney Queiroz             | PDT     | 28.407  | 1,53%      | Caruaru                | Pernambuco          |
| 4004    | Gonzaga Patriota           | PSB     | 28.257  | 1,52%      | Sertânia               | Pernambuco          |
| 1313    | Fernando Ferro             | PT      | 27.490  | 1,48%      | Bom Conselho           | Pernambuco          |
| 4511    | Wilson Campos              | PSDB    | 25.300  | 1,36%      | Brejo da Madre de Deus | Pernambuco          |
| 1244    | Vicente André Gomes        | PDT     | 23.797  | 1,28%      | Recife                 | Pernambuco          |
| Fontes: |                            |         |         |            |                        |                     |

## Deputados estaduais eleitos
Representação eleita
  PFL: 17
  PSB: 16
  PMDB: 5
  PDT: 4
  PT: 2
  PSDB: 2
  PL: 2
  PTB: 1

Fonteː
| Número  | Deputados estaduais eleitos | Partido | Votação | Percentual | Cidade onde nasceu       | Unidade federativa |
| 13144   | João Paulo                  | PT      | 48.892  | 2,38%      | Olinda                   | Pernambuco         |
| 15137   | Nilton Carneiro             | PMDB    | 33.544  | 1,63%      | Palmares                 | Pernambuco         |
| 25230   | Geraldo Coelho              | PFL     | 33.322  | 1,62%      | Petrolina                | Pernambuco         |
| 40140   | Carlos Batata               | PSB     | 32.407  | 1,57%      | Garanhuns                | Pernambuco         |
| 25250   | Gilberto Marques Paulo      | PFL     | 31.330  | 1,52%      | Palmeira dos Índios      | Alagoas            |
| 40200   | Carlos Lapa                 | PDT     | 30.739  | 1,49%      | Recife                   | Pernambuco         |
| 25111   | Enoelino Magalhães          | PFL     | 30.534  | 1,48%      | Canhotinho               | Pernambuco         |
| 25101   | Eduardo Araújo              | PFL     | 29.915  | 1,45%      |                          |                    |
| 15111   | Carlos Eduardo Cadoca       | PMDB    | 29.899  | 1,45%      | Recife                   | Pernambuco         |
| 25150   | Romário                     | PFL     | 29.514  | 1,43%      | Simão Dias               | Sergipe            |
| 25125   | André de Paula              | PFL     | 29.183  | 1,42%      | Recife                   | Pernambuco         |
| 25189   | Carlos Rabelo               | PFL     | 28.554  | 1,39%      | Catende                  | Pernambuco         |
| 40122   | João Lyra Neto              | PSB     | 28.030  | 1,36%      | Caruaru                  | Pernambuco         |
| 25120   | Zé Marcos                   | PFL     | 27.927  | 1,36%      | São José do Egito        | Pernambuco         |
| 25144   | Gedeão Rosa                 | PFL     | 27.535  | 1,34%      | Abreu e Lima             | Pernambuco         |
| 25200   | Antônio Mariano             | PFL     | 25.436  | 1,24%      | Afogados da Ingazeira    | Pernambuco         |
| 40112   | Djalma Paes                 | PSB     | 25.359  | 1,23%      | Glória do Goitá          | Pernambuco         |
| 25142   | Geraldo Barbosa             | PFL     | 25.097  | 1,22%      | Surubim                  | Pernambuco         |
| 40123   | José Aglailson              | PSB     | 24.906  | 1,21%      | Vitória de Santo Antão   | Pernambuco         |
| 45111   | Garibaldi Gurgel            | PSDB    | 23.796  | 1,16%      | Palmares                 | Pernambuco         |
| 40111   | Romeu da Fonte              | PSB     | 23.629  | 1,15%      | Recife                   | Pernambuco         |
| 40121   | Israel Guerra               | PSB     | 23.620  | 1,15%      | Arcoverde                | Pernambuco         |
| 12112   | Roldão Joaquim              | PDT     | 23.376  | 1,14%      | São Joaquim do Monte     | Pernambuco         |
| 12111   | Marcantonio Dourado         | PDT     | 14.989  | 1,12%      | Lajedo                   | Pernambuco         |
| 45101   | Braga                       | PSDB    | 22.125  | 1,07%      | Cajazeiras               | Paraíba            |
| 40101   | Pedro Eugênio               | PSB     | 21.990  | 1,07%      | Recife                   | Pernambuco         |
| 12122   | Rosa                        | PDT     | 21.344  | 1,04%      | Barreiros                | Pernambuco         |
| 25160   | Henrique Queiroz            | PFL     | 20.769  | 1,01%      | Limoeiro                 | Pernambuco         |
| 40103   | Valdeir Batista             | PSB     | 20.445  | 0,99%      | Araripina                | Pernambuco         |
| 25299   | Teresa                      | PFL     | 19.898  | 0,97%      | Recife                   | Pernambuco         |
| 12110   | Gilson Muniz                | PDT     | 19.832  | 0,96%      | Timbaúba                 | Pernambuco         |
| 25240   | Eduardo Batista             | PFL     | 19.710  | 0,96%      | Ouricuri                 | Pernambuco         |
| 15105   | Geraldo Melo                | PMDB    | 19.694  | 0,96%      | Jaboatão dos Guararapes  | Pernambuco         |
| 13113   | Paulo Rubem Santiago        | PT      | 19.598  | 0,95%      | Rio de Janeiro           | Rio de Janeiro     |
| 15156   | Diniz Cavalcanti            | PMDB    | 19.002  | 0,92%      | Cabrobó                  | Pernambuco         |
| 15156   | João Mendonça               | PFL     | 18.754  | 0,91%      | Belo Jardim              | Pernambuco         |
| 40120   | Orlando Ferraz              | PSB     | 18.646  | 0,91%      | Custódia                 | Pernambuco         |
| 25255   | Coronel Rufino              | PFL     | 18.611  | 0,90%      | Bom Jardim               | Pernambuco         |
| 40120   | Neco                        | PSB     | 18.607  | 0,90%      | Jaboatão dos Guararapes  | Pernambuco         |
| 25166   | Manoel Ferreira             | PFL     | 18.602  | 0,90%      | Jaboatão dos Guararapes  | Pernambuco         |
| 40199   | Oseas Moraes                | PSB     | 17.501  | 0,85%      | Santa Cruz do Capibaribe | Pernambuco         |
| 40170   | Orisvaldo                   | PSB     | 16.603  | 0,81%      | Afogados da Ingazeira    | Pernambuco         |
| 15106   | Guilherme Uchoa             | PMDB    | 16.137  | 0,78%      | Timbaúba                 | Pernambuco         |
| 40110   | Ranilson Ramos              | PSB     | 15.621  | 0,76%      | Orocó                    | Pernambuco         |
| 40270   | Cintra Galvão               | PSB     | 15.467  | 0,75%      | Belo Jardim              | Pernambuco         |
| 40222   | Pedro Eurico                | PSB     | 14.956  | 0,73%      | Recife                   | Pernambuco         |
| 22140   | Roberto Liberato            | PL      | 14.505  | 0,70%      | Caruaru                  | Pernambuco         |
| 22111   | Dr. Ivo                     | PL      | 13.887  | 0,67%      | Vitória de Santo Antão   | Pernambuco         |
| 14110   | José Alves                  | PTB     | 10.719  | 0,52%      | Araçoiaba                | Pernambuco         |
| Fontes: |                             |         |         |            |                          |                    |

## Links
- «Resultados das Eleições 1994 em Pernambuco»